# Miles M.35
Die Miles M.35 Libellula war ein experimentelles Tandemflugzeug des britischen Herstellers Miles Aircraft vom Anfang der 1940er Jahre.

## Geschichte
Die Entwicklung der M.35 ist eng verknüpft mit der Westland P.12 „Delanne“ Lysander, die am 27. Juli 1941 zum ersten Mal flog. Benannt war das Flugzeug nach Maurice Delanne, der Ende der 1930er Jahre das Tandem-Jagdflugzeug Arsenal-Delanne 10 entwarf. Die Westland P.12 erhielt die Attrappe eines Vierling-Abwehrturms im Heck als Ersatz für die schwache Serienbewaffnung von einem (Lysander I) oder zwei Browning-Maschinengewehren (Lysander III).
Ein Problem bei den trägergestützten Jagdflugzeugen der Fleet Air Arm bestand Anfang der 1940er Jahre darin, dass vor allem umgebaute Landflugzeuge, wie etwa die Sea Hurricane und Seafire verwendet werden mussten. Als George Miles, einer der Gründer der Miles Aircraft Company, im November 1941 bei einem Besuch beim Aeroplane and Armament Experimental Establishment die dort in der Erprobung befindliche Westland P.12 sah, inspirierte ihn deren konstruktive Auslegung zu einem eigenen Konzept. Nach seiner Vorstellung sollte es mit einem Heckmotor-Tandemflugzeug mit Druckpropeller möglich sein, notwendige Waffen und Treibstoff im Mittelrumpf unterzubringen und den Piloten im Rumpfbug zu positionieren. Der Pilot hätte hier bei einer Trägerlandung beste Sichtverhältnisse und eine Klappvorrichtung für die Tragflächen wäre durch die kürzeren Tandemflügel nicht notwendig. Zusätzlich könnten an beiden Tragflächen Auftriebshilfen installiert werden, um die Flugeigenschaften bei geringen Geschwindigkeiten zu verbessern.
Anstatt den üblichen Entwicklungsweg zu verfolgen und zuerst mit Windkanalversuchen zu beginnen, entschied sich Miles dafür direkt eine flugfähige hölzerne Attrappe zu bauen, um ohne Umwege Daten mit vollmaßstäblichen Versuchen zu erhalten. Er verzichtete aus Zeitgründen auch auf die Unterstützung und die eigentlich vorgeschriebene Beteiligung des Ministry of Aircraft Production (MAP).
Die nun M.35 genannte Maschine wurde dann von Ray Bournon, unter der Aufsicht von George Miles konstruiert. Um vor dem ersten Flug erste Vorstellungen über das zu erwartende Handling zu erhalten, baute man ein Modell im Maßstab 1:4, das vom Prototyp der Miles M.28 geschleppt wurde. Direkt nach dem Ausklinken trat jedoch ein Strömungsabriss auf, und das Modell stürzte senkrecht ab. Ende April 1942 war der Bau der M.35 nach nur sechs Wochen abgeschlossen. Das Flugzeug erhielt das Miles-Versuchskennzeichen (B-Condition-Serial) U0235. George Miles führte selbst den Erstflug durch, wobei die Maschine auch nach 3/4 der verfügbaren Startstrecke keine Neigung zum Abheben zeigte. Erst als er dann die Leistung schlagartig zurücknahm, hob das Flugzeug auf eine Höhe von etwa 3 m ab. Auch die weiteren Flugversuche zeigten, dass sich die Maschine nur nach Drosseln der Leistung während des Startlaufs in die Luft erhob. Miles erhöhte dann bei einem Versuch nach dem Abheben wieder die Leistung, wonach er eine Höhe von etwa 7 m halten und eine Platzrunde durchführen konnte.
Nach Windkanalversuchen konnte schließlich eine Ballastverteilung im Rumpf gefunden werden, die das Problem des instabilen Flugverhaltens weitgehend beheben konnte. Miles betrachtete anschließend den Tandemflügel als eine bei einem Jagdflugzeug für die Fleet Air Arm verwendbare Auslegung. Ein entsprechendes Vorschlagskonzept wurde dem MAP und der Admiralty übermittelt, wobei zum ersten Mal der Name Libellula auftauchte. Die prompte offizielle Antwort war, dass ein solches Flugzeug nicht flugfähig sein könne. Worauf George lediglich antwortete, dass es tatsächlich bereits fliegen würde und lud zu einem Vorführtermin ein. Das MAP reagierte hierauf mit einem strengen Verweis wegen des Baus eines Flugzeugs ohne Erlaubnis. Auch die britische Admiralität zeigte kein Interesse an dem Vorschlag für das neue Jagdflugzeugkonzept.
Miles unternahm jedoch einen weiteren Versuch sein Konzept gewinnbringend zu vermarkten, indem er Anfang 1942 mit der Miles M.39 ein entsprechendes Angebot für die Ausschreibung B.11/41 abgab.

## Konstruktion
Die M.35 war eine einsitzige Holzkonstruktion, die über einen Zweiblatt-Festpropeller von einem 130 PS leistenden, im Heck eingebauten De Havilland Gipsy Major angetrieben wurde. Die Fahrwerksbeine und -räder des festen Bugradfahrwerks waren Standardkomponenten aus der Miles-Magister-Produktion. Später brachte man zum Schutz des Propellers vor einem Bodenkontakt ein viertes Rad unter dem Heck an. Die vordere Tragfläche mit Landeklappen und Höhenruder, war in Schulterdeckeranordnung über dem Rumpf angebracht und besaß keine V-Stellung. Die hintere Tiefdeckertragfläche wies ein gerades Mittelteil und gepfeilte Außenteile mit Endscheiben auf, die die Funktion von Seitenrudern übernahmen. Diese Tragfläche besaß Querruder und ebenfalls Landeklappen.

## Technische Daten
| Kenngröße             | Daten                                                                                    |
| --------------------- | ---------------------------------------------------------------------------------------- |
| Besatzung             | 1                                                                                        |
| Länge                 | 6,20 m                                                                                   |
| Spannweite            | 6,10 m (vorn), 6,22 m (hinten)                                                           |
| Höhe                  | 2,10 m                                                                                   |
| Flügelfläche          | 4,65 m² (vorn), 7,85 m² (hinten)                                                         |
| Flügelstreckung       | 8,0 (vorn), 4,9 (hinten)                                                                 |
| Leermasse             | 661 kg                                                                                   |
| Startmasse            | 840 kg                                                                                   |
| Höchstgeschwindigkeit | war nicht ermittelbar                                                                    |
| Triebwerke            | 1 × De Havilland Gipsy Major Vierzylinder-Reihenmotor mit 130 PS (95,6 kW) Startleistung |